# Thomas Bensley
Thomas Bensley (* vor dem 17. Dezember 1759; † 1833 oder 1835) war ein Londoner Buchdrucker, Erfinder von mechanischen Anpassungen an Druckmaschinen und Wohltäter.

## Leben
Bensley wurde am 17. Dezember 1759 in St. Martin-in-the-Fields getauft. Er war ein Sohn von Thomas Bensley († 1789), eines Druckers aus Swan Yard, Strand, London, und dessen Frau Ann (geborene Trubshaw). Am 1. März 1774 begann er seine Lehre bei seinem Vater, verheiratete sich vermutlich am 15. September 1788 mit Mary (Nachname ist unbekannt) und übernahm nach dem Tod das Vaters dessen Druckerei. Er betätigte sich als Drucker, der sowohl seine eigenen, als auch die Werke anderer druckte. Er hatte sein Büro im Bolt Court, in der Fleet Street in London und stellte dort von 1800 bis 1816 Thomas Macklins (1752–1800) Folio-Bibel in acht Bänden her. Weitere Druckwerke waren die History of England von David Hume, ein Oktavwerk von William Shakespeare und 1822 The Posthumous Letters of William Huntington. Dabei betätigte er sich teilweise auch als Herausgeber. Die Räumlichkeiten seiner Druckerei wurden zweimal durch Brände stark beschädigt was auch zu einem Verlust seines wertvollen Bestands führte. Bensley war einer der amtierenden Treuhänder der Providence Chapel in der Gray’s Inn Road oder Lane, die William Huntington unterstanden hatte, der als „Kohlenträger-Heiliger“ (englisch Coal-heaver Saint) bezeichnet wurde. Die Instandhaltung dieser Kapelle wurde überwiegend durch die Wohltätigkeit einer wohlhabenden Witwe eines Stadtratsmitglieds finanziert, aber auch Bensley trug einen Anteil zu den Betriebskosten bei und half bei der Errichtung eines schönen Denkmals anlässlich des Todes von Huntington, das von Richard Westmacott errichtet wurde.
Sein Sohn Benjamin Bensley berichtete im Vorwort zu seinem Werk Lost and Found; or, Light in the prison. A narrative, with original letters, of a convict, condemned for forgery über die wohltätige Ader seines Vaters.

## Erfindung der Schnelldruckpresse
Er war mit Friedrich Koenig, der mit seinen Versuchen und Ideen für eine Druckpresse in Deutschland, Österreich und Russland gescheitert. Er kam 1806 nach England, wo er unter anderem auf Bensley traf, mit dem er am 1. April 1807 einen Vertrag über die Ausführung seiner Erfindung schloss. Zwei Jahre lang tüftelten sie an der Herstellung dieser Buchdruckmaschine, für die Bensley auch die nötigen Geldmittel zur Verfügung stellte. Aus einem Brief Bensleys an König vom 9. August 1809 geht hervor, dass Bensley einen Versuch unternommen hatte, John Walter, den Besitzer der „Times“, als Teilhaber für das Unternehmen zu gewinnen, was dieser jedoch abgelehnt habe. Bensley suchte daher andere Partner, die er schließlich in zwei anderen Londoner Buchdruckern, Taylor und Woodfall fand. Es wurde am 29. September 1809 zwischen diesen ein neuer Gesellschaftsvertrag aufgesetzt. Dabei waren die Gesellschaftsanteile so festgesetzt, dass Bensley, König, sowie Richard Taylor und George Woodfall gemeinsam, je ein Drittel zustand. König erhielt ein Viertel des Gewinns und zudem ein Gehalt von 10 Pfund pro Monat. Bensley war auch an Königs Patent beteiligt. Einige seiner Änderungen wurden 1814 für die erste einsatzfähige Zylinder-Schnellpresse übernommen, die als Druckmaschine für die Zeitung The Times in London in Betrieb genommen wurde. Ab 1818 druckte Bensley auf der sogenannten Komplettmaschine, nach ihm als Bensleysche Schön- und Widerdruckmaschine benannt, auf der er auch für den Verleger Henry Colburn die Zeitschrift Literary Gazette druckte.